# فاکس ریور، آلاسکا
فاکس ریور (به انگلیسی: Fox River) شهری در بخش شبه‌جزیره کنای ایالت آلاسکا است که جمعیت آن در سرشماری سال ۲۰۰۰ میلادی ۶۱۶ نفر بوده‌است.